# مجهر مسح نفقي
المجهر الأنبوبي الماسح (بالإنجليزية: scanning tunneling microscope (STM))‏ تبلغ قوة التكبير في المجهر الانبوبي الماسح فأمكن حوالي مئة مليون مرة، يتصل به حاسوب يعمل على تحليل المعلومات الواردة إليه ليظهر صورة العينة بأبعادها الثلاثة.

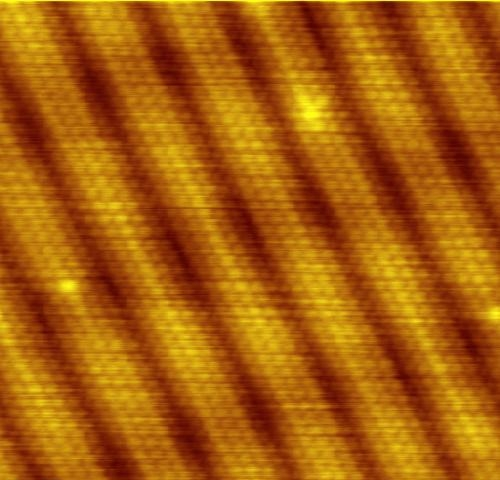
صورة مكبرة لسطح ذهب نقي (بلورة أحادية)

## فكرته

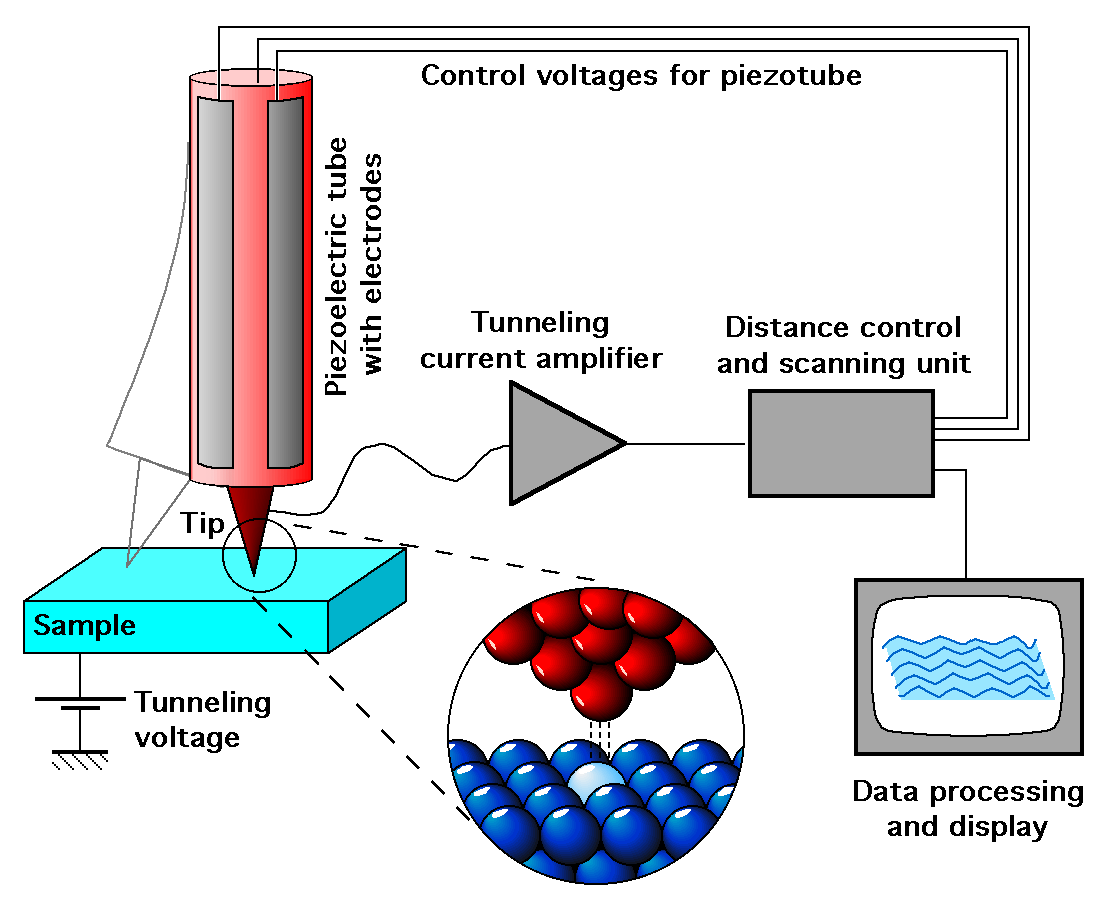
يتحسس سن مجهر المسح النفقي (أحمر) ذرات سطح العينة (أزرق) الواحدة تلو الأخرى.

اخترع المجهر الانبوبي الماسح من جيرد بينيج وهنرش روهرير بغرض تصوير الذرات المنفردة على سطح معدن. باستغلال ظاهرة النفق الكمومي.
وكان عام 1981 قفزة كبيرة حيث تمكن العالمان الألمانيان من تصوير ذرة بمفردها لمواد مختلفة. ويستخدم المجهر الانبوبي الماسح الحساسية الكبيرة للتخلل النفقي الكمومي مع المسافة، حيث يتزايد التخلل النفقي طبقا للدالة الأسية الطبيعية كلما صغرت المسافة.
فعندما يقترب سن المجهر من السطح الموصل بجهد كهربي فمن الممكن قياس المسافة بين السن وسطح العينة عن طريق قياس تيار الإلكترونات بين السن والسطح.
وتوجد ظاهرة الكهرباء الانضغاطية وهي ظاهرة تخص بعض الأجسام والبلورات تتغير مقاييسها عند مرور تيار كهربائي فيها.
وباستخدام قضيب له خاصية الانضغاطية الكهربائية لتشكيل سن المجهر الانبوبي الماسح فأمكن ضبط المسافة بين السن والسطح بتغير طول القضيب تلقائيا بحيث يصبح تيار الإلكترونات النفقي بينهما ثابتا. وبذلك يمكن تسجيل تغير الجهد الكهربي الموصل بالقضيب الانضغاطي الكهربائي واستخدامه لتصوير السطح الموصل.
وصلت دقة المجاهر الانبوبية الماسحة الحديثة حالياً إلى 0.001 نانو متر، أي نحو 1% من قطر الذرة.

## استخداماته

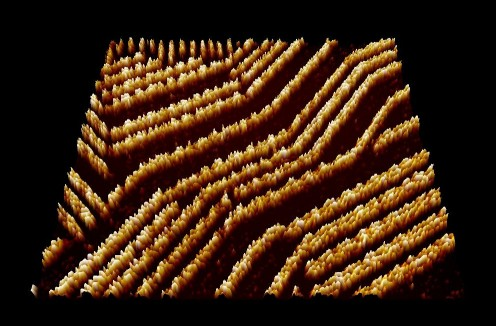
صورة مكبرة للجرافيت (أشباة الموصلات العضوية)

- يستخدم المجهر الانبوبي الماسح لرؤية مكونات الذرة.
- دراسة تركيب بعض الجزيئات مثل : جزي DNA.

### مبدأ عمله
- يستخدم الكترونات العينة نفسها بدلا من مصدر خارجي.
- بعض هذة الإلكترونات الخاصة بالعينة تغادر سطحها وتشكل سحابة إلكترونية حول العينة.
- تستخدم هذة السحابة الألكترونية كمصدر أشعاعي إلكتروني.
- يقوم الحاسوب بتحليل المعلومات الواردة إليه.
- وفي نهاية الأمر تظهر صورة مكبرة بأبعاد ثلاثية على شاشة الحاسوب.

## اقرأ أيضا
- مجهر إلكتروني
- مجهر إلكتروني ماسح
- مجهر
- مجهر بؤري
- نفق ميكانيكا الكم
- تأثير هارتمان